# Campanula songutica
Campanula songutica là loài thực vật có hoa trong họ Hoa chuông. Loài này được Amirkh. & Komzha mô tả khoa học đầu tiên năm 1984.